# Marchesato delle Isole d'Oro
Il Marchesato delle Isole d'Oro fu un marchesato istituito nel 1531 da Francesco I di Francia che comprendeva alcune delle Isole di Hyères, dette anche "Isole d'Oro": Port-Cros, l'Île du Levant, Bagaud, Rascas e la Gabinière. L'isola di Porquerolles ebbe una sorte diversa, venendo a far parte delle proprietà dei signori di Gien. Fu associato per qualche periodo anche l'isolotto con la fortezza di Brégançon.
Creato per difendere dalla pirateria gli abitanti, ma anche le coste provenzali vicine, non ha mai goduto di particolare interesse nobiliare, passando quindi di mano in mano molto facilmente, soprattutto come riserva di cassa, per far fronte ai costi familiari.
Il primo ad avere tale titolo fu Bertrand d'Ornaison, signore d'Astarac, barone di Saint-Blancard, che prese possesso di tali terreni nel febbraio del 1532.
Carlo V nel 1536 invade la Provenza e Andrea Doria, risparmia Hyères ma occupa le isole, facendone, per soli quindici giorni, un ducato austriaco col nome di Isole d'Austria.
Nel 1543 Francesco I, avendo stretto un patto col Barbarossa contro Carlo V, invita l'ammiraglio a Toulon. La flotta moresca è ormeggiata al largo delle isole.
Il marchesato nel 1549 è ritorna alla Corona. Poi Enrico II lo conferisce al tedesco Christophe de Rocquendorf, austriaco al servizio del re di Francia. Poiché l'intento delle autorità è quello di sradicare i pirati dalle isole e ricostruire gli abitati, soprattutto le fortezze, il nuovo proprietario solleva gli abitanti dal pagamento delle imposte e ne assicura l'impunità da qualunque reato, passato, presente e futuro, fin tanto che restano sulle isole. Ciò non fa altro che rendere l'arcipelago un covo non solo di pirati di mare, ma anche di banditi di terra.
Nel 1552 il marchesato è affidato a Gabriel de Lutz, signore d'Aramon, precedentemente ambasciatore del re a Costantinopoli. Il re gli accorda il diritto di presentare sul suo stemma sette gigli argentati su campo azzurro.
Nel 1560 de Lutz muore, lasciando come eredi Jaumette de Grasse e Jacqueline des Estardes (o Estandes), mentre l'anno successivo Brégançon torna alla Corona.
Nel 1564 le isole hanno per governatore François de Simiane.
Nel 1573 Albert de Gondi, già Maresciallo di Francia, diventa marchese delle isole, nonché governatore di Provenza. Alla sua morte è suo figlio Philippe Emmanuel de Gondi che eredita il marchesato.
Nel 1610 luigi XIII, re di Francia, dona il marchesato al conte Joigny, demandandogli la fortificazione delle isole.
Nell'agosto 1656 il marchesato è venduto dal duca di Richelieu a Gaspard de Covet, figlio del barone di Bormes. Gli succedere suo nipote Jean-Baptiste de Covet, marchese di Marignane dal 1647. I Covet eran diventati signori di Bormes nel 1601 per il matrimonio proprio di Jean Baptiste, conte di Trest e Marignagne, con Lucrèce de Grasse, figlia Pompée de Grasse, signore di Bormes.
Nel maggio 1696 Joseph-Gaspard Covet, figlio di Jean Baptiste, diventa titolare del marchesato e gli succede suo figlio Joseph-Marie, luogotenente generale delle armate del re.
Nel 1760 Emmanuel-Anne-Louis de Covet è l'ultimo marchese delle Isole d'Oro: nel 1778 queste ritornano al re Luigi XVI.
Nel 1835, in dicembre, il signor Pascal vende Levante e Port Cros al marchese Louis Marie Augustin Athanase de Retz de Malevieille. Nel 1844 questi vende le isole a Las Cases. Nel 1889 il signor Noblet cede Port Cros al marchese Costa de Beauregard, savoiardo di nazionalità sarda, membro dell'Accademia francese, autore di libri di storia.
Dopo la morte del de Beauregard, i suoi eredi conservano Port Cros per una dozzina d'anni, per poi vendere al dottor Crotte, che terrà l'isola fino alla sua morte.